# Maksim Dazantov
Maksim, Dazantov sin (latinski: Maximo Dasantis) je bio Delmat iz municipija Magnuma u službi rimske vojske kao menzor I. Asturske kohorte.

## Životopis
Nadgrobni spomenik (CIL XIII 6358) nađen u Mainhardtu u Njemačkoj, u tadašnjoj rimskoj provinciji Germania Superior, spominje Maksima Dazantovog (Maximo Dasantis), delmatskog vojnika (civis Dalmata) iz municipija Magnuma (prostor Baline glavice u današnjim Umljanovićima) koji je poginuo s 38 godina na germanskom limesu. Na istom natpisu koji komemorira Maksima,  spominje se i njegov sudrug Baton, Beuzantov sin, optio iste kohorte iz municipija Salvium.

## Novačenje
Prema rimskom povjesničaru Tacitu, 69. godine unovačeno je 6000 Delmata i odvedeno s rimskom vojskom u građanski rat. Prema tome je Maksim najvjerojatnije unovačen kad je njegova postrojba bila u Dalmaciji. Ako je I. Asturska kohorta u 1. stoljeću bila u Dalmaciji, mogla je biti stacionirana u logoru pomoćnih postrojbi u Kadinoj Glavici u neposrednoj blizini Magnuma. Pretpostavlja se da je I. Asturska kohorta pripadala nizu postrojbi koje su tijekom 1. stoljeća otišle iz Ilirika nakon što se ondje smirilo stanje nakon stalnih ustanaka. Prije dolaska u Germaniju I. Asturska kohorta zabilježena je za vrijeme Nerona u Noriku zajedno s I. kohortom Montanaca. Moguće je da je kohorta iz Norika došla u Dalmaciju zajedno s I. kohortom Montanaca odakle najvjerojatnije u vrijeme Flavijevaca odlazi na germanski limes popunjena novacima iz redova lokalnoga peregrinskog stanovništva.

## Menzor
Maksim je bio menzor svoje kohorte pomoćne vojske, što je jedini takav zabilježeni slučaj, jer su menzori bili u službi legija i u pretorijanskoj gardi. Zadaća menzora u vojskama je bilo planiranje i mjerenje vojnih logora te planiranje i centurijacija vojnih kolonija, a za vrijeme mira izviđanje terena za izgradnju cesta i graničnih limesa.